# Zlatne godine: kratki spojevi za starije (2014.)
Zlatne godine: kratki spojevi za starije (Altersglühen - Speed Dating für Senioren), njemačka filmska komedija iz 2014. godine.

## Sažetak
Sedam žena i šest muškaraca u dobi između kasnih 60-ih i sredine 80-ih okupljaju se na brzim spojevima u vili Höltigbaum u Hamburgu. Među njima su umirovljena učiteljica Helge Löns, uspješna bečka poslovna žena Maria Koppel, bivša izdavačica Martha Schneider, vrtlarica Clara Bayer, čistačica Edith Wielande, slikarski majstor Kurt Mailand, njegov cimer Volker Hartmann, ruski bivši časnik Sergej Stern, pjesnikinja amater Leni Faupel, poduzetnikova supruga Christa Nausch, bivši muzejski čuvar Hartmut Göttsche, tek udovac Johann Schäfer i Hilde Matysek, majka mladog organizatora. Uz kotizaciju od 50 eura, oni imaju priliku upoznati ne samo svoje različite kolege, već i njihove različite razloge za sudjelovanje, svaki u sedam minuta.

## Razvoj projekta
Glavno snimanje filma odvijalo se u dva dana, 20. i 21. lipnja 2013. u Hamburgu. Redatelj Schütte tražio je od glumaca da uglavnom improviziraju. Znali su samo biografiju vlastitog lika; nijedna scena nije snimljena više od jednom. Pojedinačne sekvence za odjavnu špicu snimljene su početkom listopada 2013. Film je u ime ARD-a producirala Riva Filmproduktion u koprodukciji s Westdeutscher Rundfunk (WDR) i Norddeutscher Rundfunk (NDR).
Serija Zlatne godine također je izrezana iz 21 sata materijala. Fokusirala se na po jednog od sudionika u šest epizoda od po 25 minuta, a isprva su ga emitirali NDR i WDR.